# Ralph Boteler, 1. Baron Sudeley

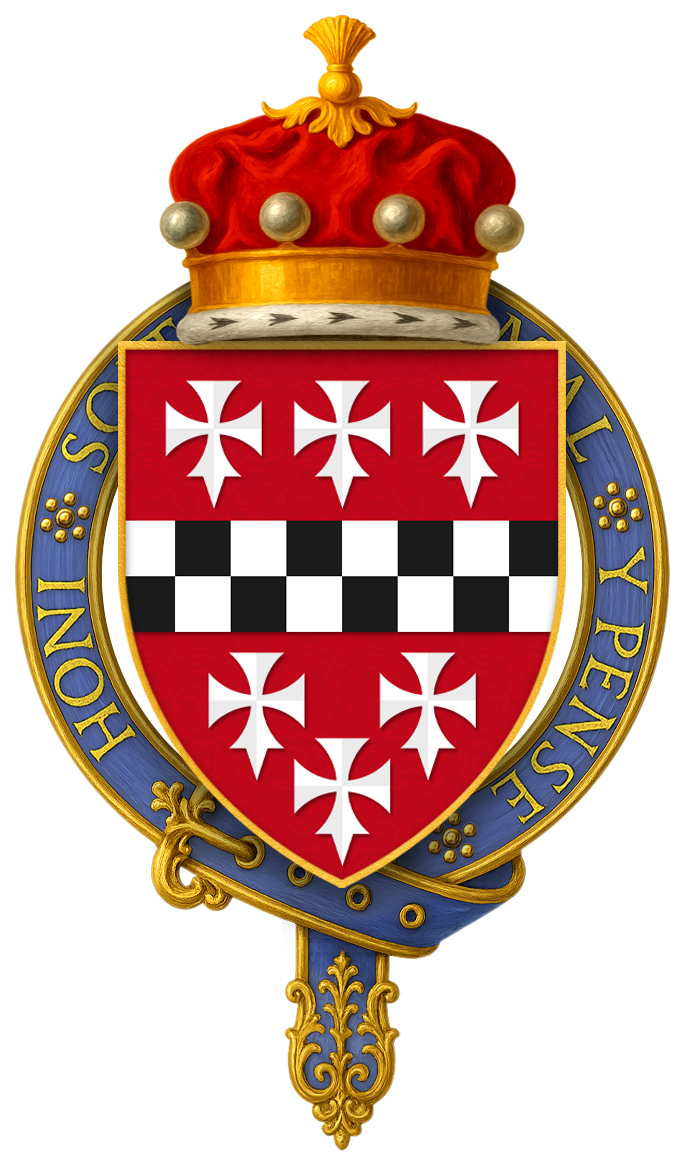
Wappen des Ralph Boteler, 1. Baron Sudeley

Ralph Boteler, 1. Baron Sudeley (* 1389; † 2. Mai 1473) war ein englischer Adliger und Staatsmann.

## Leben
Er war der jüngste Sohn des Thomas Boteler (1355–1398), Gutsherr von Sudeley Castle in Gloucestershire, aus dessen Ehe mit Alice Beauchamp.
Nach dem kinderlosen Tod seiner Brüder erbte er 1417 nicht nur die Ländereien der Familie, sondern es fiel ihm nach heutigem Rechtsverständnis de iure auch der Titel 7. Baron Sudeley (geschaffen 1299) zu. Er hat den Erbanspruch auf diese barony by writ jedoch zu Lebzeiten nie geltend gemacht.
Spätestens 1419 heiratete er in erster Ehe Elizabeth de Norbury († 1462), Witwe des Lord Mayor of London Sir John Hende († 1418).
Er diente im Hundertjährigen Krieg in Frankreich, wo ihn König Heinrich V. 1420/21 mit einigen Ländereien belehnte. 1423 wurde er Hauptmann von Arques und Le Crotoy. Er wurde zum Knight Bachelor geschlagen und erhielt im Januar 1435 das Hofamt des Chief Butler für König Heinrich VI., der ihn 1440 als Knight Companion in den Hosenbandorden aufnahm. Mit Letters Patent vom 10. September 1441 wurde er als Baron Sudeley zum erblichen Peer erhoben. Von 1441 bis 1447 hatte er das Hofamt des Chamberlain of the Household und von 1443 bis 1446 das Staatsamt des Treasurer of the Exchequer inne.
Nach dem Tod seiner ersten Gattin heiratete er 1463 in zweiter Ehe Alice Deincourt, Tochter des John Deincourt, 5. Baron Deincourt. Da sein einziges Kind aus seiner ersten Ehe, Thomas Boteler, bereits vor 1468 kinderlos gestorben war, hinterließ er keine Nachkommen. Seine 1441 geschaffene Baronie Sudeley erlosch daher mit seinem Tod, 1473, während der De-iure-Anspruch auf die 1299 geschaffene Baronie Sudeley in Abeyance zwischen den Nachkommen seiner Schwestern fiel.